# Торецьке (Краматорський район)
Торе́цьке — село Дружківської міської громади Краматорського району Донецької області, Україна.

## Загальні відомості
Відстань до Костянтинівки становить близько 33 км і проходить автошляхом місцевого значення. Село розташоване на лівому березі річки Казенний Торець, поруч міститься СТОВ «Торецьке» та кар'єр ПАТ «Вогнеупорнеруд» (ДКПС).

## Населення
За даними перепису 2001 року населення села становило 28 осіб, із них 67,86 % зазначили рідною мову українську та 32,14 % — російську.